# Лидија Мишић
Лидија Мишић (Скопље, 1932) српска је вајарка.

## Биографија
Рођена је 1932. године у Скопљу. Дипломирала је на Факултету ликовних уметности Универзитета уметности у Београду 1961. у класи професора Јована Кратохвила. Прву годину постдипломских студија 1962. је похађала код истог професора, а 1963—1964. наставља студије у Паризу у класи професора Анрија Жоржа Адама. У току студија је путовала у Француску, Италију, Енглеску, Холандију, Белгију, Западну Немачку и Египат. Самостално је излагала у галерији Коларчевог народног универзитета 1966. и галерији Дома омладине Београда 1970. Излагала је на групним изложбама Октобарског салона 1962—1963, 1965. и 1967, Јесењој изложби УЛУС-а 1962. и 1969, Трећем тријеналу ликовних уметности у Београду 1967, изложбама галерије Културног центра Београда „Критичари су изабрали” 1968. и „Неке тенденције београдске уметности” 1970. и изложби „Савремена српска уметност” Музеја савремене уметности у Скопљу 1972. године. Њене скулптуре су изложене у симпозијуму „Мермер и звуци” у Аранђеловцу 1971. и Народној библиотеци Србије 1973. Добитница је прве и друге награде на конкурсу за Шумице у сарадњи са архитектама Београда и наградом ливнице на Октобарском салону 1970. године.